# 地区施設隊
地区施設隊（ちくしせつたい）とは、1960年代から1990年代にかけて、地方民生施策の一環として道路建設・補修等の部外工事を行っていた陸上自衛隊の施設科部隊である。

## 概要
地区施設隊は、中隊規模程度（60人から70人）で各方面隊に配置された。1957年（昭和32年）から1962年（昭和37年）にかけて第301地区施設隊から第325地区施設隊までの25個隊が編成された。創設当初は、方面隊直轄部隊であったが、1961年（昭和36年）に各方面隊に施設団が創設されると施設団の隷下部隊となった。1970年代には、施設団隷下の建設大隊および施設大隊が施設群に改編され、その際１個施設隊（第4施設団は2個施設隊）が施設群に隷属となった。残りの部隊は、施設団直轄部隊となった。1981年（昭和56年）には、第2混成団編成に伴い、第8施設群隷下の第325地区施設隊が第2混成団施設隊に改編された。1980年代後半から1990年代初頭にかけて、部隊改編が行われ各施設群に隷属していた地区施設隊が廃止され各施設群隷下の施設中隊に改編された。1993年（平成5年）には、最後まで残った第321・第322・第323地区施設隊が第301・第302・第303施設隊に改編され地区施設隊の幕引きとなった。

## 沿革
地区施設隊の新編
- 1957年（昭和32年）
  - 12月5日：第301地区施設隊が旭川駐屯地に、第302地区施設隊が金沢駐屯地に、第303地区施設隊が千僧駐屯地に、第304地区施設隊が山口駐屯地に、第305地区施設隊が都城駐屯地に新編[1]。
  - 12月15日：第301地区施設隊が旭川駐屯地から名寄駐屯地へ、第303地区施設隊が千僧駐屯地から出雲駐屯地へ移駐。
- 1958年（昭和33年）
  - 12月1日：第306地区施設隊が帯広駐屯地に、第307地区施設隊が帯広駐屯地に、第308地区施設隊が旭川駐屯地に、第309地区施設隊が八戸駐屯地に、第310地区施設隊が神町駐屯地に、第311地区施設隊が高田駐屯地に、第312地区施設隊が習志野駐屯地に、第313地区施設隊が豊川駐屯地に、第314地区施設隊が竹松駐屯地に、第315地区施設隊が国分駐屯地に新編[1]。
  - 12月2日：第309地区施設隊が八戸駐屯地から岩手駐屯地へ、第310地区施設隊が神町駐屯地から秋田駐屯地へ移駐。
  - 12月10日：第306地区施設隊が帯広駐屯地から美幌駐屯地へ、第308地区施設隊が旭川駐屯地から上富良野駐屯地へ移駐[2]。
- 1959年（昭和34年）
  - 3月25日：第314地区施設隊が竹松駐屯地から湯布院駐屯地へ移駐[3]。
  - 6月12日：第307地区施設隊が帯広駐屯地から釧路駐屯地へ移駐[2]。
- 1960年（昭和35年）
  - 3月25日：第316地区施設隊が松本駐屯地に、第317地区施設隊が勝田駐屯地に、第318地区施設隊が久居駐屯地に、第319地区施設隊が大津駐屯地に、第320地区施設隊が松山駐屯地に新編。
  - 4月　　：第317地区施設隊が勝田駐屯地から駒門駐屯地へ移駐。

施設団への編入
- 1961年（昭和36年）8月17日：施設団編成完結。

1. 第317地区施設隊が駒門駐屯地から北富士駐屯地へ移駐。
2. 第312地区施設隊（習志野駐屯地）、第316地区施設隊（松本駐屯地）、第317地区施設隊（駒門駐屯地）が直轄部隊として第1施設団に編合。
3. 第309地区施設隊（岩手駐屯地）、第310地区施設隊（秋田駐屯地）が直轄部隊として第2施設団に編合。
4. 第301地区施設隊（名寄駐屯地）、第306地区施設隊（美幌駐屯地）、第307地区施設隊（釧路駐屯地）、第308地区施設隊（上富良野駐屯地）が直轄部隊として第3施設団に編合。
5. 第302地区施設隊（金沢駐屯地）、第303地区施設隊（出雲駐屯地）、第304地区施設隊（山口駐屯地）、第313地区施設隊（豊川駐屯地）、第318地区施設隊（久居駐屯地）、第319地区施設隊（大津駐屯地）、第320地区施設隊（松山駐屯地）が直轄部隊として第4施設団に編合。
6. 第305地区施設隊（都城駐屯地）、第314地区施設隊（湯布院駐屯地）、第315地区施設隊（国分駐屯地）が直轄部隊として第5施設団に編合。

- 1962年（昭和37年）
  - 1月18日：第321地区施設隊が豊川駐屯地に、第322地区施設隊が大久保駐屯地に、第323地区施設隊が大久保駐屯地に、第324地区施設隊が三軒屋駐屯地に、第325地区施設隊が善通寺駐屯地に新編され直轄部隊として第4施設団に編合。
  - 4月20日：第325地区施設隊が善通寺駐屯地から高知分屯地（現・高知駐屯地）に移駐[4]。
  - 10月10日：第321地区施設隊が豊川駐屯地から富山分屯地（現・富山駐屯地）へ、第323地区施設隊が大久保駐屯地から和歌山分屯地（現・和歌山駐屯地）へ移駐。
- 1963年（昭和38年）3月31日：第322地区施設隊が大久保駐屯地から鯖江分屯地（現・鯖江駐屯地）へ移駐。
- 1964年（昭和39年）
  - 3月24日：第313地区施設隊が豊川駐屯地から岐阜駐屯地（現・守山駐屯地岐阜分屯地）へ移駐[1]。
  - 3月26日：第311地区施設隊が高田駐屯地から函館駐屯地へ移駐[1]。

施設群への編合
- 1972年（昭和47年）8月1日：第1施設団の改編。駐

1. 第317地区施設隊（駒門駐屯地）が第3施設群に編合。
2. 第312地区施設隊（習志野駐屯地）が第4施設群に編合。
3. 第316地区施設隊（松本駐屯地）が第5施設群に編合。

- 1973年（昭和48年）
  - 3月27日：第4施設団の改編。

  1. 第313地区施設隊（豊川駐屯地）、第318地区施設隊（久居駐屯地）が第6施設群に編合。
  2. 第319地区施設隊（大津駐屯地）、第323地区施設隊（大久保駐屯地）が第7施設群に編合。
  3. 第320地区施設隊（松山駐屯地）、第325地区施設隊（善通寺駐屯地）が第8施設群に編合。

  - 8月1日：第5施設団の改編。

  1. 第305地区施設隊（都城駐屯地）が第9施設群に編合。
  2. 第314地区施設隊（湯布院駐屯地）が第2施設群に編合。
  3. 第315地区施設隊（国分駐屯地）が直轄部隊として第5施設団に編合。
- 1974年（昭和49年）3月26日：第2施設団の改編。

1. 第309地区施設隊（岩手駐屯地）が第10施設群に編合。
2. 第310地区施設隊（秋田駐屯地）が第11施設群に編合。

- 1976年（昭和51年）3月25日：第3施設団の改編。

1. 第301地区施設隊（名寄駐屯地）が第12施設群に編合。
2. 第311地区施設隊（函館駐屯地）が第13施設群に編合。
3. 第307地区施設隊（釧路駐屯地）が第1施設群に編合。
4. 第306地区施設隊（美幌駐屯地）、第308地区施設隊（上富良野駐屯地）が直轄部隊として第3施設団に編合。

- 1981年（昭和56年）3月25日：第2混成団の編成に伴い、第8施設群隷下の第325地区施設隊（高知駐屯地）を廃止・改編し、第2混成団施設隊を高知駐屯地に新編。第2混成団に隷属。

地区施設隊の施設中隊への改編開始
- 1988年（昭和63年）3月25日：第3施設団の改編（地区施設隊廃止）。

1. 第306地区施設隊（美幌駐屯地）、第308地区施設隊（上富良野駐屯地）を廃止。
2. 第301地区施設隊（名寄駐屯地）を廃止・改編し、第342施設中隊を名寄駐屯地に新編。第12施設群に編合。
3. 第307地区施設隊（釧路駐屯地）を廃止・改編し、第341施設中隊を釧路駐屯地に新編。第1施設群に編合。
4. 第311地区施設隊（函館駐屯地）を廃止・改編し、第343施設中隊を函館駐屯地に新編。第13施設群に編合。

- 1989年（平成元年）3月24日：第2施設団、第5施設団の改編（地区施設隊廃止）。

1. 第315地区施設隊（国分駐屯地）を廃止。
2. 第314地区施設隊（湯布院駐屯地）を廃止・改編し、第344施設中隊を湯布院駐屯地に新編。第2施設群に編合。
3. 第305地区施設隊（都城駐屯地）を廃止・改編し、第345施設中隊を都城駐屯地に新編。第9施設群に編合。
4. 第309地区施設隊（岩手駐屯地）を廃止・改編し、第346施設中隊を岩手駐屯地に新編。第10施設群に編合。
5. 第310地区施設隊（秋田駐屯地）を廃止・改編し、第347施設中隊を秋田駐屯地に新編。第11施設群に編合。

- 1990年（平成02年）3月26日：第4施設団の改編（地区施設隊廃止）。

1. 第302地区施設隊（金沢駐屯地）、第304地区施設隊（山口駐屯地）、第318地区施設隊（久居駐屯地）、第319地区施設隊（大津駐屯地）、第320地区施設隊（松山駐屯地）を廃止。
2. 第313地区施設隊（岐阜分屯地）を廃止・改編し、第348施設中隊を岐阜分屯地に新編。第6施設群に編合。
3. 第303地区施設隊（出雲駐屯地）を廃止・改編し、第349施設中隊を出雲駐屯地に新編。第7施設群に編合。
4. 第324地区施設隊（三軒屋駐屯地）を廃止・改編し、第350施設中隊を三軒屋駐屯地に新編。第8施設群に編合。

- 1991年（平成03年）3月29日：第1施設団の改編（地区施設隊廃止）。

1. 第317地区施設隊（北富士駐屯地）を廃止・改編し、第351施設中隊を北富士駐屯地に新編。第3施設群に編合。
2. 第312地区施設隊（習志野駐屯地）を廃止・改編し、第352施設中隊を習志野駐屯地に新編。第4施設群に編合。
3. 第316地区施設隊（松本駐屯地）を廃止・改編し、第353施設中隊を松本駐屯地に新編。第5施設群に編合。

全ての地区施設隊の廃止
- 1993年（平成05年）3月30日：第321地区施設隊（富山駐屯地）を第301施設隊に、第322地区施設隊（鯖江駐屯地）を第302施設隊に、第323地区施設隊（和歌山駐屯地）を第303施設隊それぞれに改編。

## 各地区施設隊の概要

### 第301～第305地区施設隊（1957年（昭和32年）12月5日編成）
- 第301地区施設隊（だいさんまるいちちくしせつたい）は、陸上自衛隊名寄駐屯地に駐屯していた第12施設群隷下の施設科部隊で1988年（昭和63年) 3月25日に廃止された。
  - 創設　　：1957年（昭和32年）12月5日
  - 編成地　：旭川駐屯地
  - 駐屯地　：

  1. 旭川駐屯地：1957年（昭和32年）12月5日から
  2. 名寄駐屯地：1957年（昭和32年）12月15日から

  - 上級部隊：

  1. 北部方面隊直轄：1957年（昭和32年）12月5日から
  2. 第3施設団：1961年（昭和36年）8月17日から
  3. 第12施設群：1976年（昭和51年）3月25日から

  - 廃止　　：1988年（昭和63年) 3月25日
  - 廃止地　：名寄駐屯地
  - 後継部隊：第1施設群第341施設中隊→現第14施設群第397施設中隊
- 第302地区施設隊（だいさんまるにちくしせつたい）は、陸上自衛隊金沢駐屯地に駐屯していた第4施設団隷下の施設科部隊で1990年（平成2年）3月26日に廃止された。
  - 創設　　：1957年（昭和32年）12月5日
  - 編成地　：金沢駐屯地
  - 上級部隊：

  1. 第3管区隊：1957年（昭和32年）12月5日から
  2. 中部部方面隊直轄：1960年（昭和35年）1月14日から
  3. 第4施設団：1973年（昭和48年）3月27日から

  - 廃止　　：1990年（平成2年）3月26日
  - 廃止地　：金沢駐屯地
  - 後継部隊：なし
- 第303地区施設隊（だいさんまるさんちくしせつたい）は、陸上自衛隊出雲駐屯地に駐屯していた第4施設団隷下の施設科部隊で1990年（平成2年）3月26日に廃止された。
  - 概要　　：1957年（昭和32年）12月、千僧駐屯地において第3施設大隊（現大久保駐屯地に在駐）を母隊に編成を完結、同年出雲駐屯地に移駐し、山陰地区唯一の施設部隊として部外工事・災害派遣に力を傾注してきたが、1990年（平成2年）3月に移駐以来出雲の地に32年その名声を誇った第303地区施設隊は廃止された[5]。
  - 母隊　　：第3施設大隊
  - 創設　　：1957年（昭和32年）12月5日
  - 編成地　：千僧駐屯地
  - 駐屯地　：

  1. 千僧駐屯地：1957年（昭和32年）12月5日から
  2. 出雲駐屯地：1957年（昭和32年）12月から

  - 上級部隊：

  1. 第3管区隊：1957年（昭和32年）12月5日から
  2. 中部部方面隊直轄：1960年（昭和35年）1月14日から
  3. 第4施設団：1973年（昭和48年）3月27日から

  - 廃止　　：1990年（平成2年）3月26日
  - 廃止地　：出雲駐屯地
  - 後継部隊：第7施設群第349施設中隊→現第4施設団第304施設隊
  - 備考　　：
- 第304地区施設隊（だいさんまるよんちくしせつたい）は、陸上自衛隊山口駐屯地に駐屯していた第4施設団隷下の施設科部隊で1990年（平成2年）3月26日に廃止された。
  - 創設　　：1957年（昭和32年）12月5日
  - 編成地　：山口駐屯地
  - 上級部隊：

  1. 第4管区隊：1957年（昭和32年）12月5日から
  2. 第4施設団：1961年（昭和36年）8月17日から

  - 廃止　　：1990年（平成2年）3月26日
  - 廃止地　：山口駐屯地
  - 後継部隊：なし
- 第305地区施設隊（だいさんまるごちくしせつたい）は、陸上自衛隊都城駐屯地に駐屯していた第5施設団隷下の施設科部隊で1989年（平成元年）3月24日に廃止された。
  - 創設　　：1957年（昭和32年）12月5日
  - 編成地　：都城駐屯地
  - 上級部隊：

  1. 第4管区隊：1957年（昭和32年）12月5日から
  2. 第5施設団：1961年（昭和36年）8月17日から

  - 廃止　　：1989年（平成元年）3月24日
  - 廃止地　：都城駐屯地
  - 後継部隊：第9施設群第345施設中隊 → 現第9施設群第376施設中隊

### 第306～第315地区施設隊（1958年（昭和33年）12月1日編成）
- 第306地区施設隊（だいさんまるろくちくしせつたい）は、陸上自衛隊美幌駐屯地に駐屯していた第3施設団隷下の施設科部隊で1988年（昭和63年）3月25日に廃止された。
  - 創設　　：1958年（昭和33年）12月1日
  - 編成地　：帯広駐屯地
  - 駐屯地　：

  1. 帯広駐屯地：1958年（昭和33年）12月1日
  2. 美幌駐屯地：1958年（昭和33年）12月10日

  - 上級部隊：

  1. 北部方面隊直轄：1958年（昭和33年）12月1日から
  2. 第3施設団：1961年（昭和36年）8月17日から

  - 廃止　　：1988年（昭和63年）3月25日
  - 廃止地　：美幌駐屯地
  - 後継部隊：なし
- 第307地区施設隊（だいさんまるななちくしせつたい）は、陸上自衛隊釧路駐屯地に駐屯していた第3施設団隷下の施設科部隊で1988年（昭和63年）3月25日に廃止された。
  - 創設　　：1958年（昭和33年）12月1日
  - 編成地　：帯広駐屯地　
  - 駐屯地　：

  1. 帯広駐屯地：1958年（昭和33年）12月1日
  2. 釧路駐屯地：1959年（昭和34年）6月12日

  - 上級部隊：

  1. 北部方面隊直轄：1958年（昭和33年）12月1日から
  2. 第3施設団：1961年（昭和36年）8月17日から

  - 廃止　　：1988年（昭和63年）3月25日
  - 廃止地　：釧路駐屯地
  - 後継部隊：第1施設群第341施設中隊 → 現第14施設群第397施設中隊
- 第308地区施設隊（だいさんまるはちちくしせつたい）は、陸上自衛隊上富良野駐屯地に駐屯していた第3施設団隷下の施設科部隊で1988年（昭和63年）3月25日に廃止された。
  - 創設　　：1958年（昭和33年）12月1日
  - 編成地　：旭川駐屯地
  - 駐屯地　：

  1. 旭川駐屯地：1958年（昭和33年）12月1日
  2. 上富良野駐屯地：1959年（昭和34年）6月12日

  - 上級部隊：

  1. 北部方面隊直轄：1958年（昭和33年）12月1日から
  2. 第3施設団：1961年（昭和36年）8月17日から

  - 廃止　　：1988年（昭和63年）3月25日
  - 廃止地　：上富良野駐屯地
  - 後継部隊：なし
- 第309地区施設隊（だいさんまるきゅうちくしせつたい）は、陸上自衛隊岩手駐屯地に駐屯していた第10施設群隷下の施設科部隊で1990年（平成2年）3月26日に廃止された。
  - 創設　　：1958年（昭和33年）12月1日
  - 編成地　：八戸駐屯地
  - 駐屯地　：

  1. 八戸駐屯地：1958年（昭和33年）12月1日
  2. 岩手駐屯地：1958年（昭和33年）12月2日

  - 上級部隊：

  1. 不明：1958年（昭和33年）12月1日から
  2. 第2施設団：1961年（昭和36年）8月17日から
  3. 第10施設群：1974年（昭和49年）3月26日から

  - 廃止　　：1990年（平成 2年）3月26日
  - 廃止地　：岩手駐屯地
  - 後継部隊：第10施設群第346施設中隊 → 現第10施設群第387施設中隊
- 第310地区施設隊（だいさんいちまるちくしせつたい）は、陸上自衛隊秋田駐屯地に駐屯していた第11施設群隷下の施設科部隊で1990年（平成2年）3月26日に廃止された。
  - 創設　　：1958年（昭和33年）12月1日
  - 編成地　：神町駐屯地
  - 駐屯地　：

  1. 神町駐屯地：1958年（昭和33年）12月1日から
  2. 秋田駐屯地：1958年（昭和33年）12月2日から

  - 上級部隊：

  1. 不明：1958年（昭和33年）12月1日から
  2. 第2施設団：1961年（昭和36年）8月17日から
  3. 第11施設群：1974年（昭和49年）3月26日から

  - 廃止　　：1990年（平成 2年）3月26日
  - 廃止地　：秋田駐屯地
  - 後継部隊：第11施設群第347施設中隊 → 現第11施設群第357施設中隊
- 第311地区施設隊（だいさんいちいちちくしせつたい）は、陸上自衛隊函館駐屯地に駐屯していた第13施設群隷下の施設科部隊で1988年（昭和63年）3月25日に廃止された。
  - 創設　　：1958年（昭和33年）12月1日
  - 編成地　：高田駐屯地
  - 駐屯地　：

  1. 高田駐屯地：1958年（昭和33年）12月1日から
  2. 函館駐屯地：1964年（昭和39年）3月26日から

  - 上級部隊：

  1. 不明：1958年（昭和33年）12月1日から
  2. 第3施設団：1961年（昭和36年）8月17日から
  3. 第13施設群：1976年（昭和51年）3月25日から

  - 廃止　　：1988年（昭和63年）3月25日
  - 廃止地　：函館駐屯地
  - 後継部隊：第13施設群第343施設中隊 → 現第13施設群第361施設中隊（倶知安駐屯地）
- 第312地区施設隊（だいさんいちにちくしせつたい）は、陸上自衛隊習志野駐屯地に駐屯していた第4施設群隷下の施設科部隊で1991年（平成 3年）3月29日に廃止された。
  - 創設　　：1958年（昭和33年）12月1日
  - 編成地　：習志野駐屯地
  - 上級部隊：

  1. 不明：1958年（昭和33年）12月1日から
  2. 第1施設団：1961年（昭和36年）8月17日から
  3. 第4施設群：1972年（昭和47年）8月1日から

  - 廃止　　：1991年（平成 3年）3月29日
  - 廃止地　：習志野駐屯地
  - 後継部隊：第352施設中隊 → 現第4施設群第364施設中隊(座間駐屯地）
- 第313地区施設隊（だいさんいちさんちくしせつたい）は、陸上自衛隊岐阜分屯地に駐屯していた第6施設群隷下の施設科部隊で1990年（平成 2年）3月26日に廃止された。
  - 創設　　：1958年（昭和33年）12月1日
  - 編成地　：豊川駐屯地
  - 駐屯地　：

  1. 豊川駐屯地：1958年（昭和33年）12月1日から
  2. 守山駐屯地岐阜分屯地：1963年（昭和38年）3月31日から

  - 上級部隊：

  1. 不明：1958年（昭和33年）12月1日から
  2. 第4施設団：1961年（昭和36年）8月17日から
  3. 第6施設群：1973年（昭和48年）3月27日から

  - 廃止　　：1990年（平成 2年）3月26日
  - 廃止地　：岐阜分屯地
  - 後継部隊：第6施設群第348施設中隊 → 現第6施設群第402施設中隊
- 第314地区施設隊（だいさんいちよんちくしせつたい）は、陸上自衛隊湯布院駐屯地に駐屯していた第2施設群隷下の施設科部隊で1989年（平成元年）3月24日に廃止された。
  - 創設　　：1958年（昭和33年）12月1日
  - 編成地　：竹松駐屯地
  - 駐屯地　：

  1. 竹松駐屯地：1958年（昭和33年）12月1日から
  2. 湯布院駐屯地：1963年（昭和38年）3月31日から

  - 上級部隊：

  1. 不明：1958年（昭和33年）12月1日から
  2. 第5施設団：1961年（昭和36年）8月17日から
  3. 第2施設群：1973年（昭和48年）8月1日から

  - 廃止　　：1989年（平成元年）3月24日
  - 廃止地　：湯布院駐屯地
  - 後継部隊：第2施設群第344施設中隊 → 現第2施設群第368施設中隊
- 第315地区施設隊（だいさんいちごちくしせつたい）は、陸上自衛隊国分駐屯地に駐屯していた第5施設団隷下の施設科部隊で1989年（平成元年）3月24日に廃止された。
  - 創設　　：1958年（昭和33年）12月1日
  - 編成地　：国分駐屯地
  - 上級部隊：

  1. 不明：1958年（昭和33年）12月1日から
  2. 第5施設団：1961年（昭和36年）8月17日から

  - 廃止　　：1989年（平成元年）3月24日
  - 廃止地　：国分駐屯地
  - 後継部隊：なし

### 第316～第320地区施設隊（1960年（昭和35年）3月25日編成）
- 第316地区施設隊（だいさんいちろくちくしせつたい）は、陸上自衛隊松本駐屯地に駐屯していた第5施設群隷下の施設科部隊で1991年（平成 3年）3月29日に廃止された。
  - 創設　　：1960年（昭和35年）3月25日
  - 編成地　：松本駐屯地
  - 上級部隊：

  1. 不明 　　：1960年（昭和35年）3月25日から
  2. 第1施設団：1961年（昭和36年）8月17日から
  3. 第5施設群：1972年（昭和47年）8月1日から

  - 廃止　　：1991年（平成 3年）3月29日
  - 廃止地　：松本駐屯地
  - 後継部隊：第5施設群第353施設中隊 → 現第5施設群第394施設中隊(高田駐屯地）
- 第317地区施設隊（だいさんいちななちくしせつたい）は、陸上自衛隊北富士駐屯地に駐屯していた第3施設群隷下の施設科部隊で1991年（平成3年）3月29日に廃止された。
  - 創設　　：1960年（昭和35年）3月25日
  - 編成地　：勝田駐屯地
  - 駐屯地　：

  1. 勝田駐屯地：1960年（昭和35年）3月25日から
  2. 駒門駐屯地：1960年（昭和35年）4月から
  3. 北富士駐屯地：1961年（昭和36年）8月17日から

  - 上級部隊：

  1. 不明　　 ：1960年（昭和35年）3月25日から
  2. 第1施設団：1961年（昭和36年）8月17日から
  3. 第3施設群：1972年（昭和47年）8月1日から

  - 廃止　　：1991年（平成3年）3月29日
  - 廃止地　：北富士駐屯地
  - 後継部隊：第3施設群第351施設中隊
- 第318地区施設隊（だいさんいちはちちくしせつたい）は、陸上自衛隊久居駐屯地に駐屯していた第6施設群隷下の施設科部隊で1990年（平成2年）3月26日に廃止された。
  - 創設　　：1960年（昭和35年）3月25日
  - 編成地　：久居駐屯地　
  - 上級部隊：

  1. 不明　　 ：1960年（昭和35年）3月25日から
  2. 第4施設団：1961年（昭和36年）8月17日から
  3. 第6施設群：1973年（昭和48年）3月27日から

  - 廃止　　：1990年（平成2年）3月26日　
  - 廃止地　：久居駐屯地　
  - 後継部隊：なし
- 第319地区施設隊（だいさんいちきゅうちくしせつたい）は、陸上自衛隊大津駐屯地に駐屯していた第7施設群隷下の施設科部隊で1990年（平成2年）3月26日に廃止された。
  - 創設　　：1960年（昭和35年）3月25日
  - 編成地　：大津駐屯地
  - 上級部隊：

  1. 不明　　 ：1960年（昭和35年）3月25日から
  2. 第4施設団：1961年（昭和36年）8月17日から
  3. 第7施設群：1973年（昭和48年）3月27日から

  - 廃止　　：1990年（平成2年）3月26日
  - 廃止地　：大津駐屯地
  - 後継部隊：なし
- 第320地区施設隊（だいさんにいまるちくしせつたい）は、陸上自衛隊松山駐屯地に駐屯していた第8施設群隷下の施設科部隊で1990年（平成2年）3月26日に廃止された。
  - 創設　　：1960年（昭和35年）3月25日
  - 編成地　：松山駐屯地
  - 上級部隊：

  1. 不明　　 ：1960年（昭和35年）3月25日から
  2. 第4施設団：1961年（昭和36年）8月17日から
  3. 第8施設群：1973年（昭和48年）3月27日から

  - 廃止　　：1990年（平成2年）3月26日
  - 廃止地　：松山駐屯地
  - 後継部隊：なし

### 第321～第325地区施設隊（1962年（昭和37年）1月18日編成）
- 第321地区施設隊（だいさんにいいちちくしせつたい）は、陸上自衛隊富山駐屯地に駐屯していた第4施設団隷下の施設科部隊で1993年（平成 5年）3月30日に廃止された。
  - 創設　　：1962年（昭和37年）1月18日
  - 編成地　：豊川駐屯地
  - 駐屯地　：

  1. 豊川駐屯地：1962年（昭和37年）1月18日から
  2. 金沢駐屯地富山分屯地：1962年（昭和37年）10月10日から
  3. 富山駐屯地：1966年（昭和41年）2月21日から

  - 上級部隊：第4施設団
  - 廃止　　：1993年（平成 5年）3月30日
  - 廃止地　：富山駐屯地
  - 後継部隊：第4施設団第301施設隊 → 現第7施設群第382施設中隊
- 第322地区施設隊（だいさんにいにちくしせつたい）は、陸上自衛隊鯖江駐屯地に駐屯していた第4施設団隷下の施設科部隊で1993年（平成 5年）3月30日に廃止された。
  - 創設　　：1962年（昭和37年）1月18日
  - 編成地　：大久保駐屯地
  - 駐屯地　：

  1. 大久保駐屯地：1962年（昭和37年）1月18日から
  2. 金沢駐屯地鯖江分屯地：1963年（昭和38年）3月31日から
  3. 鯖江駐屯地：1966年（昭和41年）2月21日から

  - 上級部隊：第4施設団
  - 廃止　　：1993年（平成 5年）3月30日
  - 廃止地　：鯖江駐屯地
  - 後継部隊：第6施設群第302施設隊 → 現第6施設群第372施設中隊
- 第323地区施設隊（だいさんにいさんちくしせつたい）は、陸上自衛隊和歌山駐屯地に駐屯していた第4施設団隷下の施設科部隊で1993年（平成 5年）3月30日に廃止された。
  - 創設　　：1962年（昭和37年）1月18日
  - 編成地　：大久保駐屯地
  - 駐屯地　：

  1. 大久保駐屯地：1962年（昭和37年）1月18日から
  2. 信太山駐屯地和歌山分屯地：1962年（昭和37年）10月10日から
  3. 和歌山駐屯地：1966年（昭和41年）2月21日から

  - 上級部隊：第4施設団
  - 廃止　　：1993年（平成 5年）3月30日
  - 廃止地　：和歌山駐屯地
  - 後継部隊：第7施設群第303施設隊 → 現第4施設団第304水際障害中隊
- 第324地区施設隊（だいさんにいよんちくしせつたい）は、陸上自衛隊三軒屋駐屯地に駐屯していた第4施設団隷下の施設科部隊で1990年（平成 2年）3月26日に廃止された。
  - 創設　　：1962年（昭和37年）1月18日
  - 編成地　：三軒屋駐屯地
  - 上級部隊：第4施設団
  - 廃止　　：1990年（平成 2年）3月26日
  - 廃止地　：三軒屋駐屯地
  - 後継部隊：第8施設群第350施設中隊→第7施設群第349施設中隊
- 第325地区施設隊（だいさんにいごちくしせつたい）は、陸上自衛隊の高知駐屯地に駐屯していた第4施設団隷下の施設科部隊で1981年（昭和56年）3月24日に廃止された。
  - 創設　　：1962年（昭和37年）1月18日
  - 編成地　：善通寺駐屯地
  - 駐屯地　：

  1. 善通寺駐屯地：1962年（昭和37年）1月18日から
  2. 善通寺駐屯地高知分屯地：1962年（昭和37年）3月から
  3. 高知駐屯地：1966年（昭和41年）2月21日から

  - 上級部隊：第4施設団
  - 廃止　　：1981年（昭和56年）3月24日
  - 廃止地　：高知駐屯地
  - 後継部隊：第2混成団施設隊 → 現第14旅団第14施設隊（徳島駐屯地）